# 禮樂煉銅廠
禮樂煉銅廠是電解銅煉製工廠，位於臺灣新北市瑞芳區南雅里哩咾路1號，1980年由臺灣金屬礦業股份有限公司（以下簡稱臺金公司）興建完成，1984年因營運虧損移轉給台灣電力股份有限公司（以下簡稱台電公司）經營。1990年發生儲酸槽外洩事件，結束營運。

## 建廠規模
1977年7月臺金公司以35億元經費興建5萬噸新型煉銅廠，廠房所在地位在臺灣新北市瑞芳區水湳洞與南雅之間的哩咾聚落，稱之為禮樂煉銅廠，於1980年12月完成，1981年開工。由西德商Lurgi Chemie Und Huettentechnik GmbH Lurgi Haus得標，負責建廠的工程設計與監造。採用電爐冶煉，配料、焙燒、粗煉、吹煉、精煉、電解、製酸等煉銅操作程序一貫作業，預定年產電解銅5萬公噸、硫酸17萬5千公噸。

## 營運瓶頸
臺金公司自有資本薄弱，禮樂煉銅廠三分之二的建廠資金均為銀行借貸，利息負擔加上國際石油危機，經濟衰退，國際金、銅價不斷下跌，整體營運開始虧損，1984年起公司負債超過資產，試圖以部門縮編、標售礦廠等方式解決財務問題，另外將禮樂煉銅廠有關業務委託給台電公司代管經營，台電公司為此特設立「台灣電力股份有限公司銅業處暨禮樂煉銅廠」負責維運。
1987年臺金公司結束營運，禮樂煉銅廠共630位員工正式併入台電公司。1990年1月15日，禮樂煉銅廠的三號儲酸槽發生硫酸外洩，引發居民抗議與索賠，該年台電公司決定關閉禮樂煉銅廠。
| 年代   | 事件與變遷                   |
| ------ | ---------------------------- |
| 1977年 | 禮樂煉銅廠開始興建           |
| 1979年 | 第二次世界石油危機           |
| 1981年 | 禮樂煉銅廠興建完工，開始生產 |
| 1984年 | 禮樂煉銅廠移撥台電公司       |
| 1987年 | 臺金公司結束營業             |
| 1990年 | 禮樂煉銅廠關閉               |

## 污染問題
禮樂煉銅廠原先在設計規劃製程與採購設備上，除了採用技術先進的電爐冶煉法之外，另計劃將進口煉銅礦砂主要成份的硫化銅（CuS），在製程中經氧化形成二氧化硫（SO2）的有毒氣體，以水洗滌法把二氧化硫轉化成硫酸，原本希望解決二氧化硫排放的污染問題，同時生產工業原料硫酸。
然而，1970年法令規定工業排放氣體中二氧化硫含量上限為2000ppm，二氧化硫是空氣污染物，在環保意識提升的推動下，1980年環保局將二氧化硫排放標準調為650ppm。禮樂煉銅廠的二氧化硫排放標準按照1970年代法規設計，1980年開始生產之後，無法符合法令規範。
污染問題主要是焙燒和熔煉部門因回收二氧化硫製造硫酸之績效不佳，而導致空氣污染；其次為製酸工廠冷卻水或靜電收塵器洗滌廢水，以及電解廢液中所含的重金屬所致排水污染；第三則是廠內外之逸散氣體污染和煙囪排放白煙之景觀污染。

## 命名緣由
「哩咾」是昔日平埔族聚落舊地名，禮樂煉銅廠的「禮樂」二字取其諧音命名。